# Un uomo in vendita
Un uomo in vendita (Bloomfield) è un film del 1971 diretto da Richard Harris e Uri Zohar.

## Trama
Eitan, calciatore quarantenne idolo del Maccabi Tel Aviv, arrivato alla sua ultima partita della carriera contro il Maccabi Haifa (nello stadio "Bloomfield" che dà il titolo originale al film) è combattuto tra l'orgoglio di chiudere una carriera onesta agli occhi del suo piccolo tifoso Nimrod e la fidanzata Nira o l'opportunità di arricchirsi perdendo la partita grazie alle promesse d'illecito sportivo dell'amico scommettitore Yasha. L'avvicinarsi dell'incontro servirà a Eitan per mettere in guardia Nimrod sul futuro che attende un calciatore, ciò che sogna di diventare il piccolo fuggendo in Brasile, e progettare un futuro insieme a Nira.